# Podkova (Malá Fatra)
Podkova (1437 m n. m.) je hora v Malé Fatře na Slovensku. Nachází se v jihovýchodní rozsoše Vidlice (1466 m), od které je oddělena mělkým sedlem. Rozsocha dále pokračuje k jihozápadu směrem k vrcholu Humience (1398 m). Jihozápadní svahy spadají do doliny potoka Bystrička, jižní do doliny Príslopského potoka, jihovýchodní do Záblatské a Valaské doliny a východní a severovýchodní do doliny Pivovarského potoka. Vrcholové partie pokrývají horské louky s roztroušenými zakrslými smrky a několika rašeliništi. Hora byla pojmenována podle tvaru zářezu na východním úbočí.

## Přístup
- po žluté  značce z vrcholu Vidlica nebo z osady Lázky (obec Bystrička)